# Survival of the Sickest
Survival of the Sickest (на рус. «Выживание самых больных») — альбом вышедший в 2022 году 9 сентября, известной шведской death-metal группы Bloodbath, альбом насчитывает в себе 11 песен, но так же существует лимитированное издание EP — Survival of the Sickest, в котором 5 песен, 4 из которых не входят в обычный альбом Survival of the Sickest
Примечание
В EP-альбоме «Survival of the Sickest» собраны 5 песен, 4 из которых не связаны с новым альбомом, такие как
Weak Aside (from Party.San Open Air 2008 — taken from bloodbath Over Bloodstock 2010)
So You Die (from Party.San Open Air 2008 — taken from bloodbath Over Bloodstock 2010)
Eaten (from Wacken 2005 — taken from The Wacken Carnage 2008)
И конечно же первая песня в списке Zombie Inferno — сингл вышедший 29 июня 2022 года
Что самое интересное — Bloodbath делали Cover на песню очень известной группы Death, а именно Mutilation
Death- Mutilation (cover)
В открытом доступе песня существует свободно, на таких как YouTube, но на официальных дисках Survival of the Sickest кроме как EP версии нету
Основной альбом
В основном альбоме Survival of the Sickest насчитывается 11 песен, такие как
1. Zombie inferno (Bloodbath)
2. Putrefying Corpse (Bloodbath, Barney Greenway)
3. Dead Parade (Bloodbath)
4. Malignant Maggot Therapy (Bloodbath)
5. Carved (Bloodbath, Luc Lemay)
6. Born Infernal (Bloodbath, Luc Lemay)
7. To Die (Bloodbath, Marc Grewe)
8. Affliction Of Extinction (Bloodbath)
9. Tales of Melting Flesh (Bloodbath)
10. Environcide (Bloodbath)
11. No God Before Me (Bloodbath)